# Josef Furthner
Josef Furthner (* 5. Februar 1890 in Zell an der Pram; † 1. Mai 1971 ebenda) war ein österreichischer Bildhauer und Bildschnitzer.

## Leben
Josef Furthner lernte zunächst bei einem Tischler in Riedau und besuchte dann die Fachschule für Holzbearbeitung in Hallstatt. Anschließend studierte er in Wien an der Kunstgewerbeschule und an der Akademie der bildenden Künste bei Hans Bitterlich. Nach Abschluss des Studiums kehrte er in seine Heimat zurück, wo er als Bildhauer tätig war. Er schuf insbesondere religiöse Skulpturen, Altäre, Heilige Gräber, Kriegerdenkmäler und Porträts in Holz, Bronze und Keramik.
Er war 1923 Gründungsmitglied der Innviertler Künstlergilde und ab 1923 Mitglied der Künstlervereinigung Künstlerhaus Wien, die ihn 1970 zum Ehrenmitglied ernannte.
Josef Furthner wurde um 1930 neben Franz Barwig in Wien und Ernst Barlach in Berlin zu den meistgenannten deutschen Bildhauern gezählt.

## Auszeichnungen
- Berufstitel Professor
- In Zell an der Pram wurde eine Straße nach ihm benannt.

## Werke

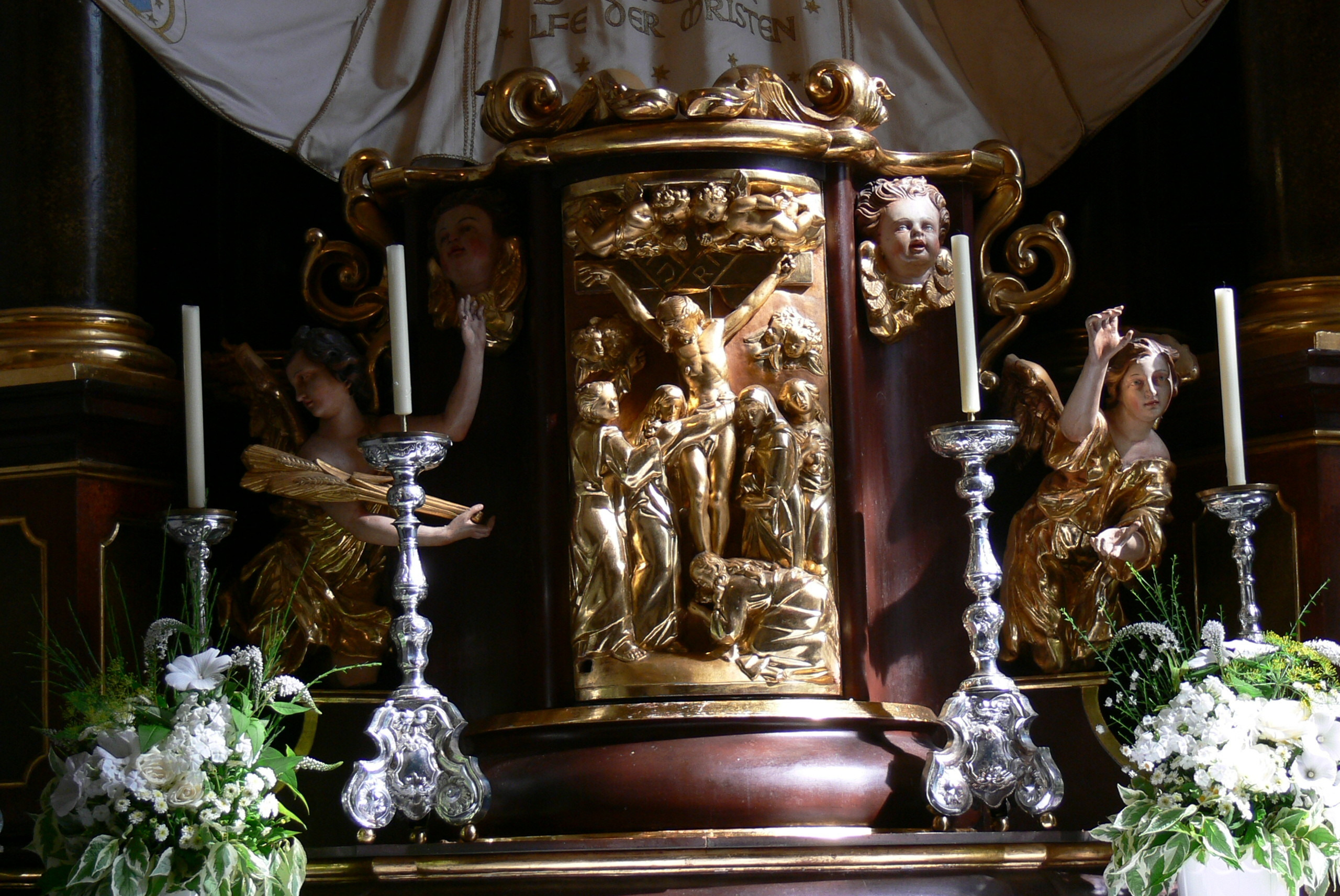
Tabernakel des Marienaltars in der Wallfahrtskirche Maria-Trost

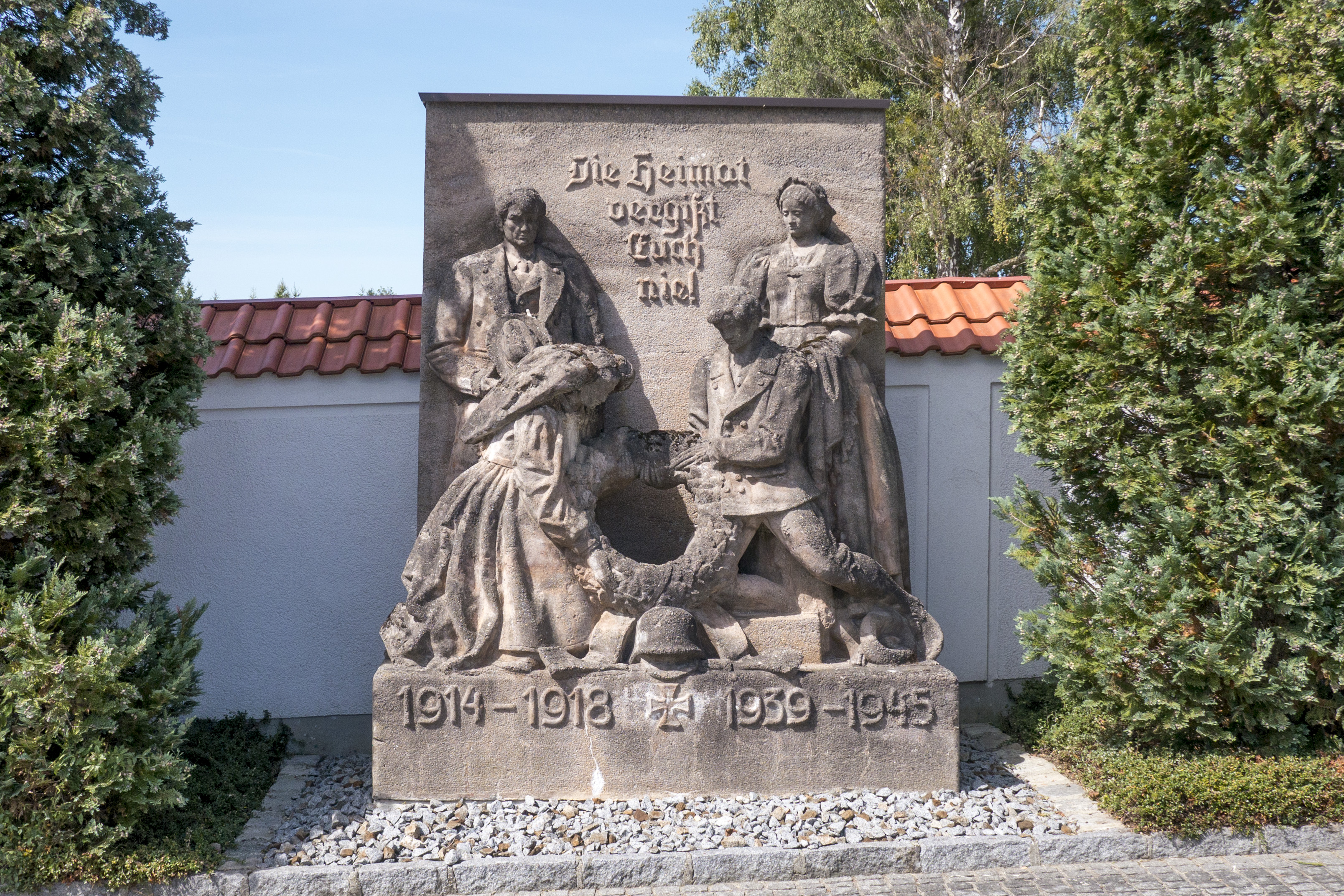
Kriegerdenkmal Aspach

- 1920 Entwurf für Mittelkreuz mit Bronzefigur im Friedhof in Bad Hall
- 1920 Kriegerdenkmal bei der Pfarrkirche Peuerbach mit der figuralen Gruppe Beweinung Christi
- 1923 mit Dominik Fantner: Umgestaltung der Hochaltares in der Pfarrkirche Nondorf an der Wild[3]
- 1925 Marienaltar, Pfarrkirche Taufkirchen an der Pram
- 1926 Hochaltar der Pfarrkirche Süßenbach[3]
- 1928 Plastik aus Kunststeinguss auf der Dreifaltigkeitssäule in Aspach[4]
- 1932 Neuer Hochaltar der Pfarrkirche Altschwendt
- 1935 Seitenaltäre der Pfarrkirche in Hausbrunn[5]
- 1937 Seitenaltar hl. Maria und Figur Herz Jesu in der Pfarrkirche Aurolzmünster
- Hl. Severin, Vollholzplastik in der Pfarrkirche St. Severin, Linz[6]
- 1949 mit Hans Freilinger: Tabernakel des Marienaltars in der Wallfahrtskirche Maria-Trost in Berg bei Rohrbach
- 1954 Christophorus über die Redl, Frankenburg am Hausruck
- 1957 Kriegerdenkmal in Aspach[7]

## Ausstellungen
- Josef Furthner: 1890–1971, Bildhauer und Bildschnitzer. Ausstellung im Landesbildungszentrum Zell an der Pram 1980
- Leben und Werk von Prof. Josef Furthner. Ausstellung im Holz- und Werkzeugmuseum in Riedau 1999.[8]